# 1519 w literaturze
Wydarzenia literackie w 1519 roku.

## Nowe książki
- polskie
  - Maciej Miechowita – Chronica Polonorum (Kronika Polska)

## Urodzili się
- Gutierre de Cetina – hiszpański poeta
- Girolamo Mei – włoski historyk

## Zmarli
- Jan z Szamotuł – pionier języka polskiego, kaznodzieja i autor kazań
- Leonardo da Vinci – włoski malarz, architekt, filozof, pisarz, wynalazca